# Sifon
Apa carbonată, apa gazoasă sau sifonul este apa în care, prin creșterea presiunii, a fost dizolvat dioxid de carbon (CO2). Dioxidul de carbon poate fi dizolvat în apă în concentrații reduse (0,2%–1,0%) determinând formarea de acid carbonic (H2CO3) care dă apei un gust ușor acid și un pH între 4 și 3.